# Ventaquemada
Ventaquemada là một khu tự quản thuộc tỉnh Boyacá, Colombia. Thủ phủ của khu tự quản Ventaquemada đóng tại Ventaquemada Khu tự quản Ventaquemada có diện tích ki lô mét vuông. Đến thời điểm ngày 28 tháng 5 năm 2005, khu tự quản Ventaquemada có dân số 11049 người.